# 烏朋巴窪地
烏朋巴窪地是剛果民主共和國的一個大型沼澤窪地，有部分位於烏彭巴國家公園境內。窪地內有約50個湖泊，其中大型湖泊有22座，如烏朋巴湖與基薩萊湖等。更早以前這個窪地本身可能是一座大湖泊。此窪地自5世紀起就有人居住，後來成為盧巴王國的發源地與中心，現有多處考古遺址，暫被UNESO列為世界遗产。